# Rudi De Wyngaert
Rudi De Wyngaert (23 juni 1959) is een Belgische voormalige atleet, die gespecialiseerd was in de middellange afstand. Hij werd tweemaal Belgisch kampioen.

## Loopbaan
De Wyngaert werd in 1980 Belgisch kampioen op de 800 m. Vier jaar later veroverde hij ook de titel op de 1500 m. Hij was aangesloten bij Parochiale Atletiek Klub Tildonk (PAKT).

## Belgische kampioenschappen
| Onderdeel | Jaar |
| --------- | ---- |
| 800 m     | 1980 |
| 1500 m    | 1984 |

## Persoonlijke records
| Onderdeel | Prestatie | Datum            | Plaats                 |
| --------- | --------- | ---------------- | ---------------------- |
| 800 m     | 1.47,53   | 27 juli 1982     | Hengelo                |
| 1500 m    | 3.37,94   | 1 juli 1984      | Sint-Lambrechts-Woluwe |
| 1 mijl    | 3.58,37   | 20 juli 1983     | Luxemburg              |
| 5000 m    | 13.45,21  | 29 augustus 1984 | Koblenz                |

## Palmares

### 800 m
- 1980:  BK AC - 1.50,2
- 1981:  BK AC - 1.52,97
- 1982:  BK AC - 1.49,52

### 1500 m
- 1984:  BK AC - 3.51,57